# Positiv (grammatik)
Positiv är inom grammatiken en böjningsform inom komparation för adjektiv och adverb. Komparationsformerna uttrycker en ökande intensitet av den egenskapen adjektivet eller adverbet avser.

## Positiv i svenska
Svenska har tre komparationsgrader. Positiv är grundformen och har minst intensitet av de tre.
Adjektiv i positiv kongrueras med substantivet.

### Böjningar av positiv
|         | Bunden form          |                       | Predikativ form         |                       |
|         | Obestämd form        | Bestämd form          | Obestämd form           | Bestämd form          |
| Utrum   | En vacker tavla      | Den vackra tavlan     | En tavla är vacker      | Tavlan är vacker      |
| Neutrum | Ett vackert porträtt | Det vackra porträttet | Ett porträtt är vackert | Porträttet är vackert |
| Plural  | Många vackra tavlor  | De vackra tavlorna    | Många tavlor är vackra  | Tavlorna är vackra    |